# انتقام الوردة (مسلسل)
انتقام الوردة مسلسل اجتماعي سوري تتخلله جريمة قتل، أنتج عام 2006 من إخراج محمد زهير رجب  وقصة وسيناريو وحوار محمود عبد الكريم. العمل مكون من 32 حلقة تلفزيونية. المسلسل من إنتاج شركة «جومانة آنترناشونال» 

## ملخص العمل
تدور احداث المسلسل في الطبقة المخملية وبالتحديد أبو الوليد (اسعد فضة) والذي يكون من اثرى الأثرياء في سوريا، حيث يقوم رجال أعمال اخرين منهم صديق مقرب له بالتأمر عليه وقتله بغية افساح المجال لهم.
ولكن المسلسل اتخذ طابع درامي من خلال ريم ابنة العائلة الثرية يقتل والدها بعد عودتها في زيارة اهلها اثناء دراستها في إيطاليا، وتبدأ مهمة البحث عن قاتل أبيها ضمن ظروف درامية مثيرة وشيقة.

## الممثلون
شارك في العمل مجموعة من الممثلين السوريين منهم:
- جومانا مراد بدور	(ريم)
- قصي خولي	بدور (مروان)
- أسعد فضة بدور	(أبو وليد) ووالد ريم [1]
- رضوان عقيلي بدور	(أبو مروان)
- شكران مرتجى بدور	(ليلى)
- سعد مينه	بدور الرائد
- رامي حنا بدور	(نبيل)
- ندين تحسين بيك بدور نورة
- مكسيم خليل بدور	(رفيق) أخو ريم الأصغر وابن أبو الوليد ومنيرة
- إياد أبو الشامات بدور	(وليد) أخو ريم الأكبر وابن أبو الوليد ومنيرة
- محمد رافع	بدور (مصطفى) أخو ليلى
- أناهيد فياض بدور (سحاب)
- زهير رمضان	(طاهر بيك)
- سحر فوزي بدور	(أم مروان)
- عزة البحرة بدور	(منيرة) زوجة أبو وليد ووالدة ريم
- أحمد رافع
- فدوى محسن
- سوسن ميخائيل